# Ямские Постоялые Дворы
Ямские Постоялые Дворы — посёлок в Ливенском районе Орловской области России. Входит в состав Казанского сельского поселения.

## География
Посёлок находится южнее села Свободная Дубрава и юго-восточнее административного центра поселения — села Казанское, вдоль автомобильной дороги 54К-184.
В посёлке имеется одна улица — Ямская.

## Население
| 2010 |
| ---- |
| 29   |

По состоянию на 2005 год население составляло 46 человек на 17 дворах.